# Discinisca messii
Discinisca messii es una especie de braquiópodo fósil del orden Lingulida. La especie fue descripta a partir de restos hallados en depósitos geológicos de la Formación Gaiman, de antigüedad miocena inferior, en las localidades de Isla Escondida y Punta Loma, en la provincia de Chubut, Argentina.
Esta especie se conoce solamente como fósil, aunque el género Discinisca contiene especies vivientes. La especie fue descripta por los científicos Damián E. Pérez, Nicolás D. Farroni, Aylén Allende Mosquera y José I. Cuitiño, del Centro Nacional Patagónico (CENPAT) del Consejo Nacional de Investigaciones Científicas y Técnicas (CONICET), Puerto Madryn, Argentina en un trabajo publicado en la revista especializada Ameghiniana.

## Etimología
El epíteto específico «messii» es un homenaje al futbolista argentino Lionel Messi, por ser uno de los mejores jugadores de la historia del fútbol mundial y de la selección de fútbol de Argentina, capitán, goleador y mejor jugador del equipo que ganó la Copa Mundial de Fútbol de 2022.

## Material tipo
El holotipo de esta especie, es decir, el individuo de referencia, se encuentra depositado en la Colección de Paleoinvertebrados e Icnología del Centro Nacional Patagónico, en el Instituto Patagónico de Geología y Paleontología, Puerto Madryn, provincia de Chubut, Argentina, bajo el código CNP-PIIc 641. El holotipo cuenta con ambas valvas articuladas y fue recolectado de Isla Escondida, Chubut. Sus dimensiones son: longitud, 23,9 mm; ancho, 21,7 mm; altura, 6,4 mm. A su vez, se incluyeron como paratipos fragmentos articulados, y valvas ventrales y dorsales de la localidad Punta Loma, Chubut.